# Parlet
Parlet war eine US-amerikanische Funk-Band.

## Geschichte
Parlet ist ein Ableger des P-Funk-Projektes Parliament, produziert von George Clinton. Gründungsmitglieder waren Mallia Franklin († 2010), Jeanette Washington und Debbie Wright. Mallia Franklin war bereits Backgroundsängerin bei Parliament und Funkadelic gewesen, auch Washington und Wright gehörten, wie die Brides of Funkenstein, zum musikalischen Umfeld von Clinton. Das Debütalbum Pleasure Principle erschien 1978 auf Casablanca Records und konnte mit Bernie Worrell, Fred Wesley, Maceo Parker und Bootsy Collins namhafte Musiker an den Instrumenten vorweisen.
Wright war aus gesundheitlichen Gründen nicht in der Lage das Album zu promoten und wurde durch Shirley Hayden ersetzt.
Franklin verließ 1979, während der Aufnahmen zu dem zweiten Album Invasion of the Booty Snatchers, Parlet, um mit dem Musiker Donnie Sterling das Musikprojekt Sterling Silver Starship zu gründen. Sie wurde durch die Sängerin Janice Evans ersetzt.
Das Trio konnte zwei Alben und vier Singles in den Billboard-R&B-Charts platzieren, löste sich aber nach dem kommerziellen Misserfolg des dritten Albums Play Me or Trade Me 1980 auf.
2010 traten Jeanette Washington und Shirley Hayden mit Dawn Silva von den Brides of Funkenstein auf dem Long Beach Funk Fest auf.
Debbie Wright starb 2017 im Alter von 66 Jahren.

## Diskografie

### Alben
- 1978: Pleasure Principle
- 1979: Invasion of the Booty Snatchers
- 1980: Play Me or Trade Me
- 1994: The Best of Parlet

### Singles
- 1978: Pleasure Principle
- 1979: Ridin High
- 1980: Wolf Tickets
- 1980: Help From My Friends